# Schipbreuk

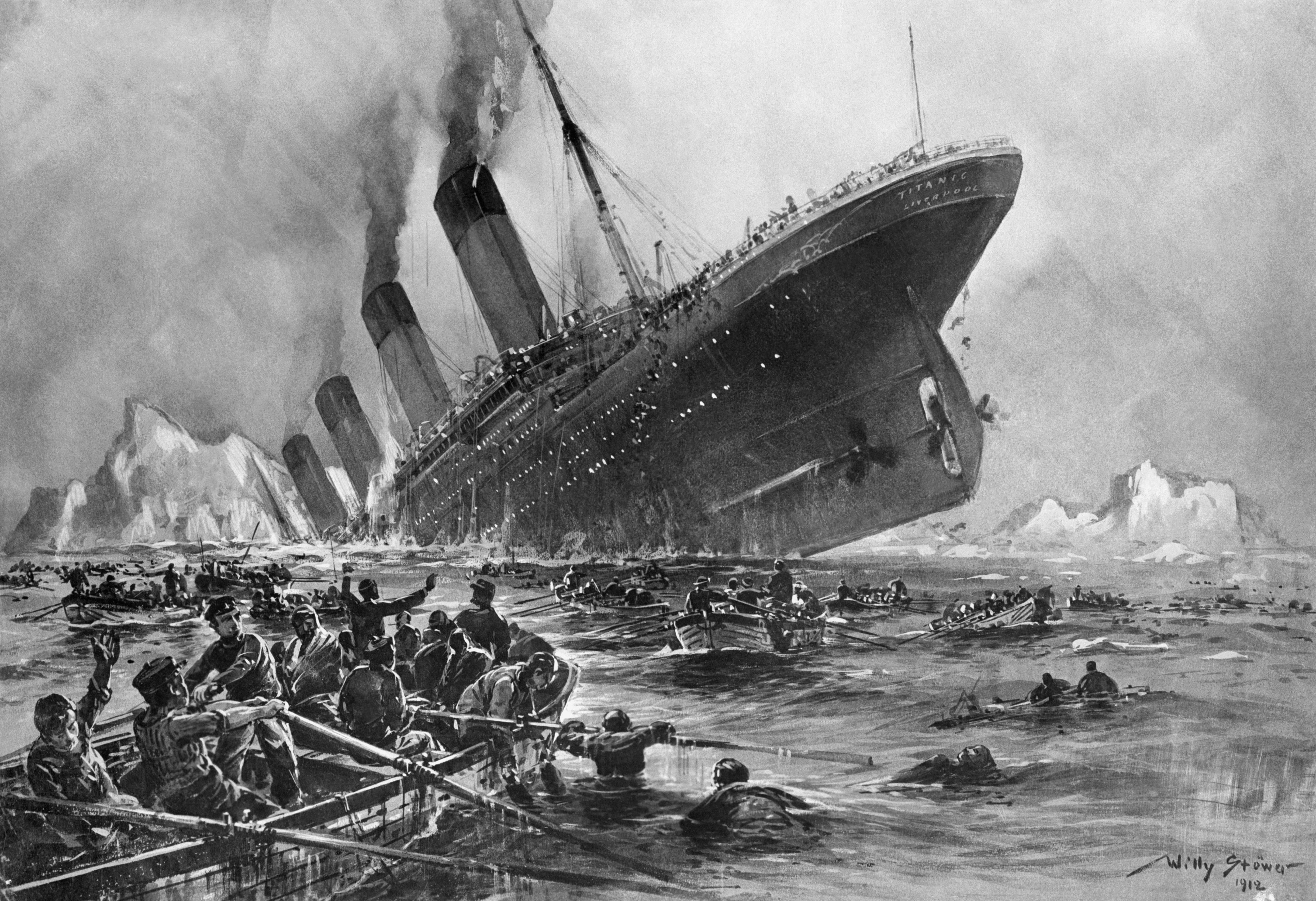
De ondergang van de Titanic, illustratie van Willy Stöwer in 1912

Van schipbreuk wordt gesproken wanneer een schip tijdens het varen vergaat. Lichtere schade, die niet tot de ondergang van het schip leidt, wordt averij genoemd.

## Oorzaken
De meest voorkomende oorzaak van schipbreuk zijn weersomstandigheden, zoals storm of mist. Maar ook verkeerde belading, onjuiste constructie van het vaartuig, aanvaringen of slechte navigatie kunnen tot ondergang leiden. In vroeger tijden werd de navigatie nog bemoeilijkt doordat de cartografie nog weinig ontwikkeld was en moderne navigatiemethoden zoals radar en satellietnavigatie nog niet bestonden.
Indien een schip vergaat door een oorlogshandeling, wordt niet van schipbreuk gesproken.

## Geschiedenis
Ten tijde van de ontdekkingsreizen van Columbus en door de VOC werden lange zeereizen gemaakt met houten schepen. Dit gebeurde bovendien in streken die niet of nauwelijks in kaart gebracht waren. Daardoor vergingen in die tijd zeer regelmatig schepen.
In de meer recente geschiedenis zijn vooral de schipbreuken van de Titanic, de Exxon Valdez, de Herald of Free Enterprise en de Costa Concordia bekend.

## Redding en berging
De aard van de schipbreuk hangt soms af van het type schip en het materiaal waarvan een schip is gemaakt. Een houten schip uit de middeleeuwen was veel zwakker dan een hedendaags metalen schip.
Vanaf het jaar 1900 werden verzoeken om hulp afgegeven door het internationale noodsignaal SOS.
Als een passagiersschip schipbreuk lijdt, is doorgaans de kapitein aansprakelijk tegenover de passagiers, maar deze aansprakelijkheid wordt meestal overgedragen op de reder. Die zal weer verzekerd zijn, al kan er aan die verzekering bij minder bonafide maatschappijen veel schorten.
De kapitein blijft de zeggenschap houden over een schip dat ten onder is gegaan, ook als er bergers aan boord gaan om het vaartuig aan wal te brengen. Deze bergers zijn vaak gespecialiseerde maatschappijen, speciaal toegerust om vergane schepen te redden. Hun betaling kan verschillende vormen aannemen: soms wordt het schip (gedeeltelijk) aan hen afgestaan.

## Bekende schipbreukelingen
- In de reisliteratuur die in de tijd van de grote ontdekkingsreizen, met name in de zestiende tot de achttiende eeuw, grote bloei vertoonde, komen vele verhalen over schipbreuk voor. Het bekendste voorbeeld is wellicht de roman van Daniel Defoe: de hoofdpersoon, Robinson Crusoe, lijdt schipbreuk en spoelt aan op een onbewoond eiland. Zijn realistisch beschreven wederwaardigheden waren gebaseerd op het verslag van een waargebeurd eilandverblijf (geen schipbreuk) van Alexander Selkirk.
- In 1653 leed Hendrik Hamel schipbreuk en ontdekte daardoor Korea.
- In de Bijbel lijdt de apostel Paulus schipbreuk.

## Galerij
- De bemanning van de Faustus wordt gered nadat hun schip bij Hoek van Holland is vastgelopen tijdens een hevige noordwesterstorm. Het schip vergaat uiteindelijk in de Nieuwe Waterweg (1952)

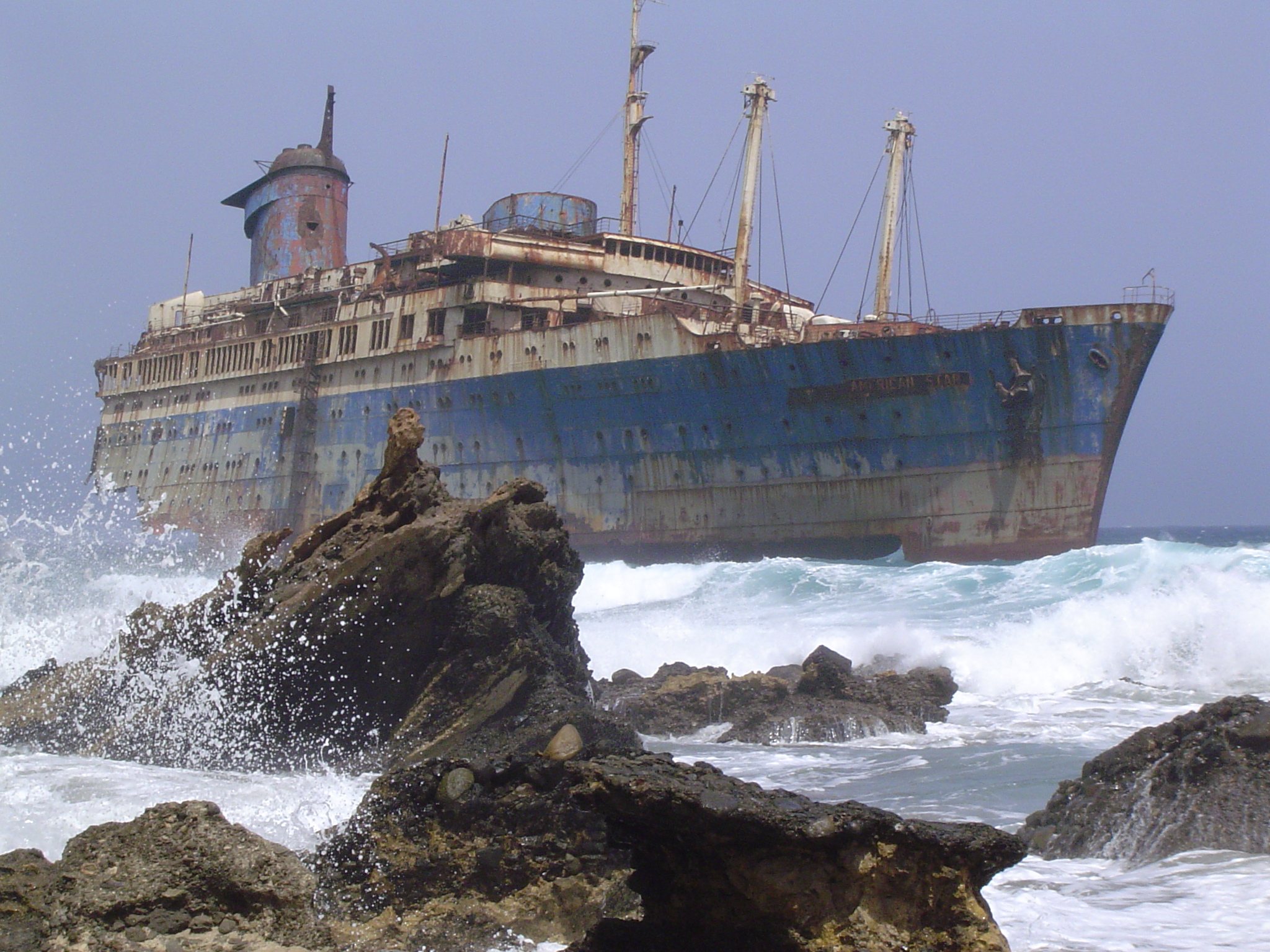
Het scheepswrak van de American Star (SS America), gezien vanaf land in 2004
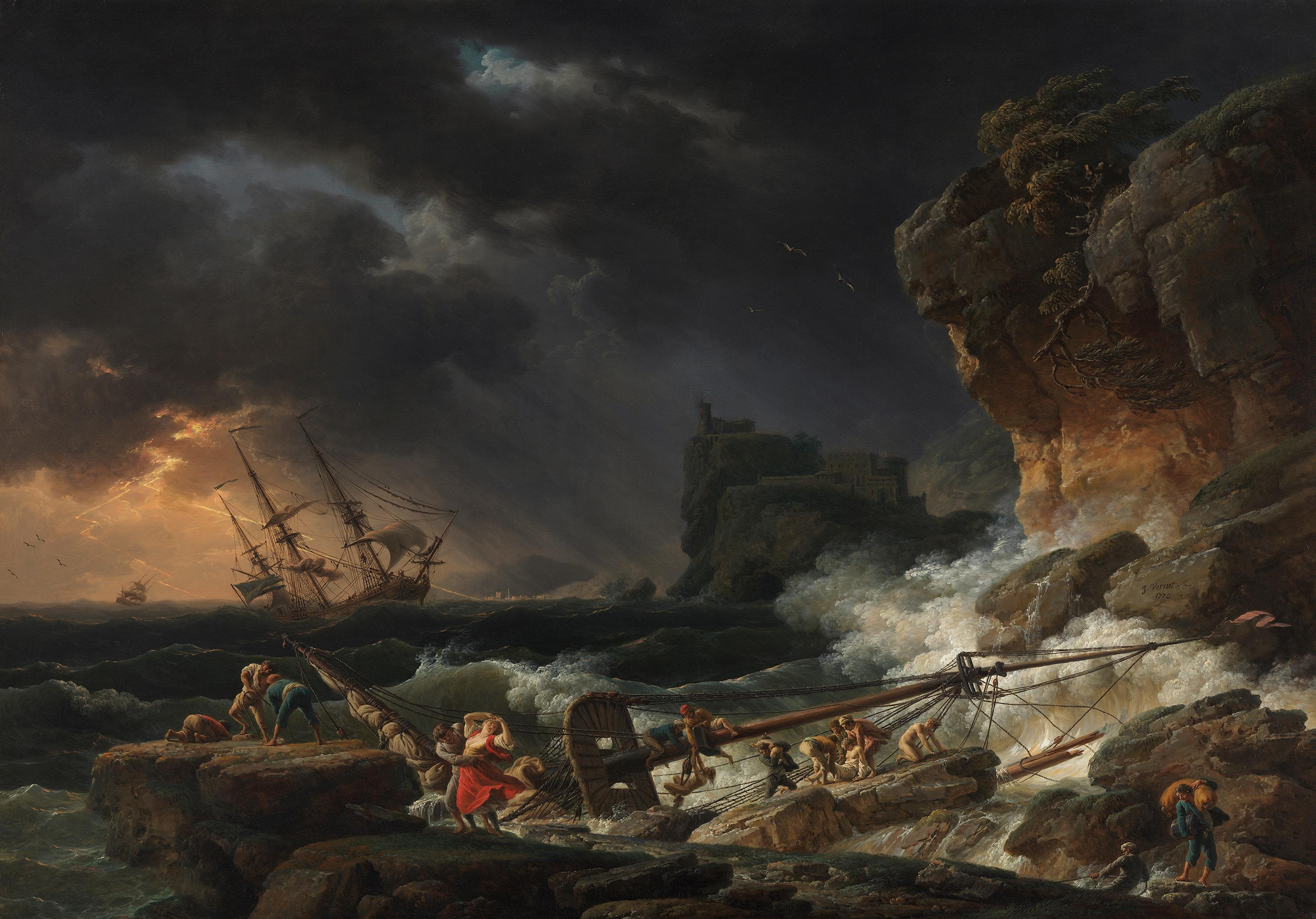
Claude Joseph Vernet: "Een schip lijdt schipbreuk op de rotsen" (1770)
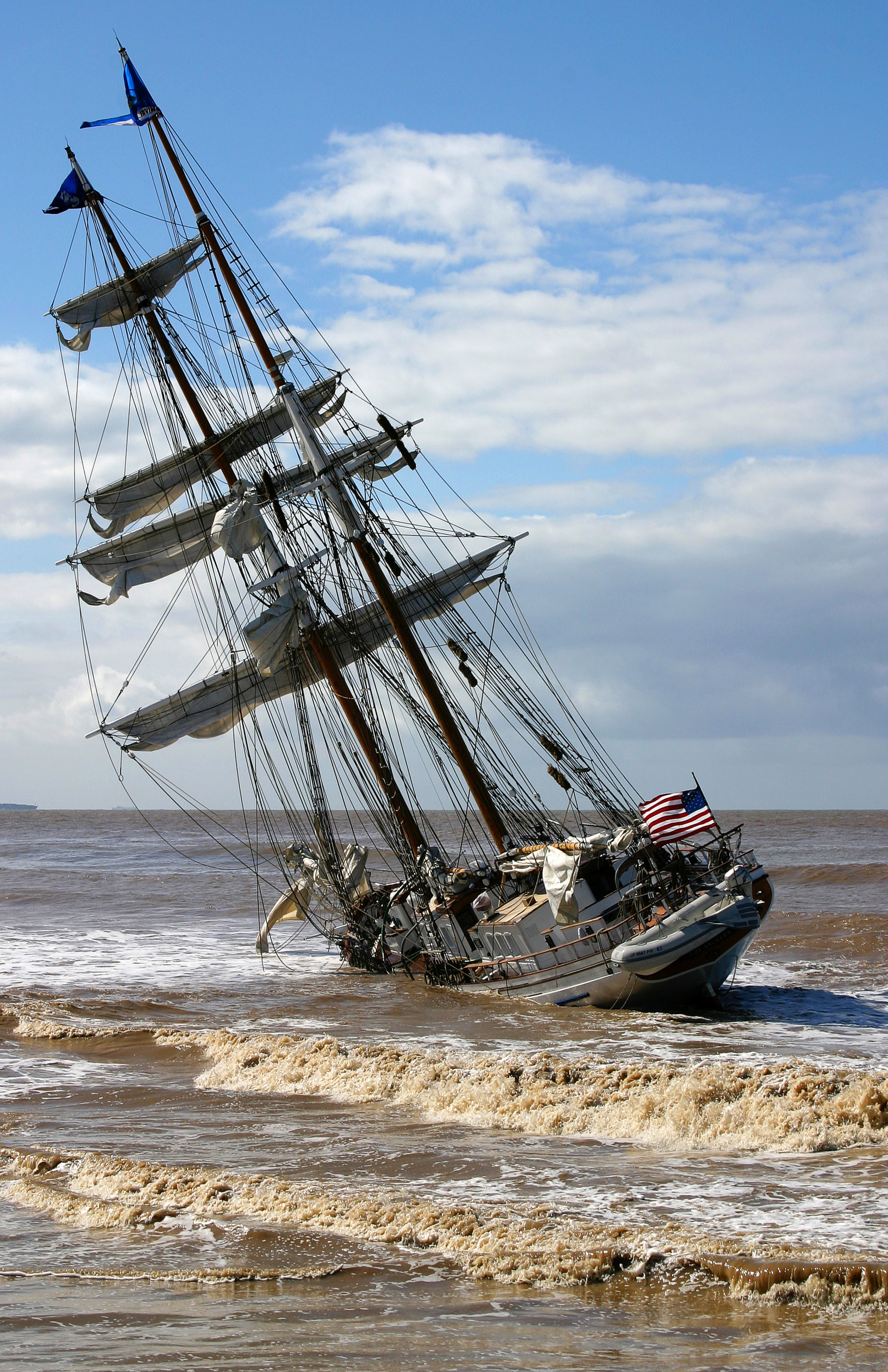
Het zeilschip Irving Johnston gestrand in Californië
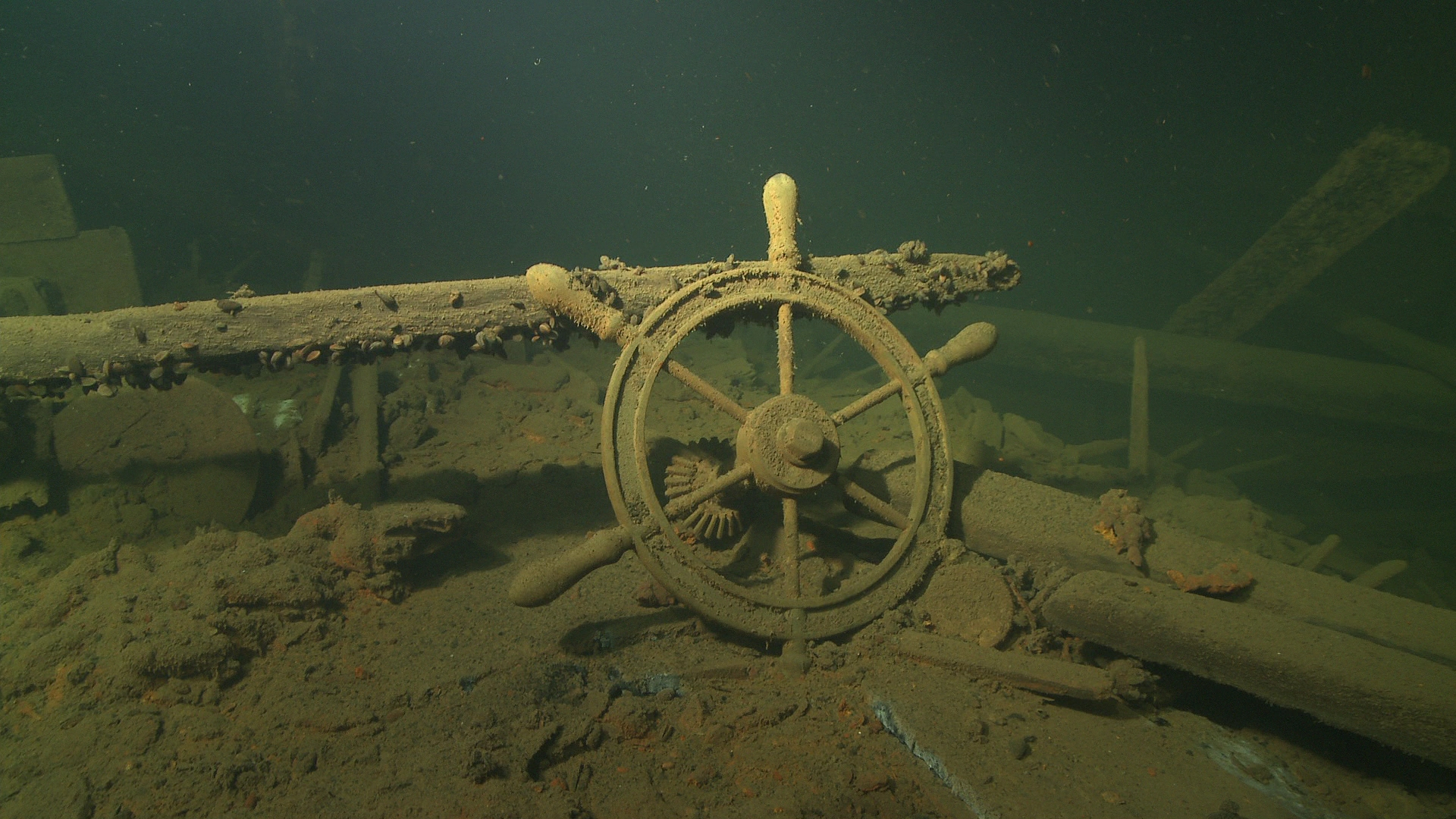
Stuurwiel op het wrak van het vrachtschip E. Russ, ten noorden van het eiland Hiiumaa in Estland